# Gervásio Lobato
Gervásio Jorge Gonçalves Lobato (Lisboa, 23 de Maio de 1850 — Lisboa, 26 de Maio de 1895) foi um escritor, dramaturgo, jornalista, comediógrafo, tradutor, romancista e professor de declamação português da viragem do final do século XIX. As suas obras retratam a vida na capital portuguesa nessa época, da qual se destaca "Lisboa em Camisa", passado ao cinema em 1960.

## Biografia
Filho de Gervásio Gonçalves Lobato, empregado público e de Maria das Dores Leite Lobato. Gervásio Lobato foi segundo oficial da Secretaria de Estado dos Negócios do Reino. Exerceu o cargo de professor de declamação na escola dramática do Conservatório de Lisboa. Com o fim de chegar a diplomata, tirou o Curso Superior de Letras e a cadeira de Direito Internacional da Escola Naval, mas acabou por fazer carreira no campo das letras.
A vocação para a escrita já vinha da juventude: aos 15 anos fundou, com alguns condiscípulos, “A Voz Académica”, jornal literário, depois publicou um folhetim no “Diário Popular”, foi diretor da revista O Occidente  (1878-1915) e passou a colaborar noutros periódicos, a saber: Braz Tizana, “Gazeta de Portugal”, “Gazeta Literária”, “Recreio”, “Jornal da Noite” (fundado por si, por Teixeira de Vasconcelos e outros), “Diário Ilustrado”, “Progresso”, “Correio da Noite”, “Século”, “Diário de Notícias”, O Pantheon   (1880-1881), Ribaltas e Gambiarras  (1881), Jornal do domingo  (1881-1883), Lisboa creche: jornal miniatura  (1884), A Illustração Portuguesa  (1884-1890), A semana de Lisboa (1893-1895), Branco e Negro  (1896-1898) e Brasil-Portugal  (1899-1914),  etc. Ainda fundou, com Pinheiro Chagas, “A Discussão”, depois “Diário da Manhã” e, mais tarde, “Correio da Manhã” e “O Contemporâneo”, com Salvador Marques e Sousa Bastos. Também se encontra colaboração póstuma da sua autoria na Revista de turismo  iniciada em 1916.
Dedicou-se à escrita dramática e escreveu O Rapto de um Noivo, com Maximiliano de Azevedo, comédia em 1 acto que foi representada no Teatro Dona Maria II. Depois foram duas comédias para o Ginásio: No Campo e Debaixo da Máscara (1873).
Seguiram-se numerosas peças originais ou traduzidas e adaptadas, representadas em todos os teatros portugueses: “As Noivas do Eneias” (1892), “Medicina de Balzac”, “Sua Excelência” (1884), “O Comissário de Polícia” (1890), etc.; algumas operetas como "Cocó , Ranheta e Facada" e também novelas.Há quem diga que estas operetas de Gervásio Lobato  estão na origem da "revista á portuguesa" com a sua certeira e caustica  cronica de costumes.
Por altura da representação d’O Festim de Baltasar (1892), com fins caritativos, foi agraciado pelo Rei com o oficialato da Ordem de Santiago. Têm ainda relevância actual as suas novelas e romances: A Comédia de Lisboa (1878), “A Primeira Confessada” (1881), Os Invisíveis de Lisboa” (1886-1887), Os Mistérios do Porto (1890-1891), A Comédia do Teatro, “O Grande Circo” (1893). “Nelas (comédias e farsas) e nos romances que escreveu se faz o processo bem-humorado, mas certeiro, da pequena e média burguesia lisboeta do fim do século, captada nos seus ridículos e manias, na sua vacuidade e mesquinhez de ambições políticas e mundanas.”
É ainda célebre (talvez a mais célebre) a sua novela Lisboa em Camisa (1890), sobre uma família burguesa de Lisboa. É uma descrição bem-humorada de uma certa classe burguesa que aspira a voos mais altos e se fica invariavelmente pelos negócios comezinhos, pelo "parecer", já que lhe falta a fibra autêntica dos homens dinâmicos.
Casou com Maria das Dores Pereira d'Eça Albuquerque, de quem teve filhos. Faleceu com 45 anos, na Rua das Amoreiras, número 102, freguesia de São Mamede, de Lisboa, sendo sepultado no Cemitério dos Prazeres.
Tem uma rua com o seu nome em Campo de Ourique, Lisboa. No Brasil, também é homenageado em ruas do Rio de Janeiro e do Recife.

## Obras
- O Rapto de um Noivo (com Maximiliano Eugénio de Azevedo)
- No Campo
- Debaixo da Máscara
- A Comédia de Lisboa (1878)
- A Primeira Confessada (1881)
- Lisboa em Camisa (1882)
- Os Invisíveis de Lisboa (1886-1887)
- Os Mistérios do Porto (1890-1891)
- As Noivas do Eneias (1892)
- Medicina de Balzac
- Sua Excelência (1884)
- A Comédia do Teatro
- O Grande Circo (1893)
- O Comissário de Polícia (1890)
- O Festim de Baltasar (1892)
- Tudo vai sem novidade